# Euloge Landry Kolélas
Euloge Landry Kolélas est un homme politique congolais né le 14 mars 1964 à Brazzaville. Il est depuis août 2017 haut-commissaire à la réinsertion des ex-combattants. Président du MCDDI, il fut ministre du Commerce extérieur et de la Consommation de 2015 à 2017, ainsi que député de la 1re circonscription de Makélékélé (Brazzaville) de 2007 à 2012.

## Biographie

### Famille et études
Né le 14 mars 1964 à Brazzaville, Euloge Landry Kolélas est le fils de l'ancien Premier ministre Bernard Kolélas, le frère de Guy Brice Parfait Kolélas (ancien ministre et candidat aux élections présidentielles de 2016 et 2021) ainsi que de Théodorine Kolélas (députée de Goma Tsé-Tsé). Il détient une licence en sciences économiques, ainsi qu'un MBA en droit des affaires.

### Carrière politique
En 1990, il adhère au tout nouveau Mouvement congolais pour la démocratie et le développement intégral (MCDDI), parti politique créé par son père, Bernard Kolélas, qu'il suivra ensuite en exil lors de la guerre civile. Il revient quelques années plus tard au Congo, puis se présente dans la 1re circonscription de Makélékélé (Brazzaville) sous les couleurs du MCDDI lors des élections législatives de 2007, qu'il remporte dès le premier tour avec 50,06% des voix,. En septembre de la même année, il est également nommé président de la commission « Santé, affaires sociales, famille et genre » à l'Assemblée nationale. Il se présente à nouveau lors des élections législatives de 2012, toujours sous les couleurs du MCDDI, mais perd au second tour face à François Loussakou du Rassemblement citoyen,.
Durant l'année 2015, il soutient le projet controversé de changement de constitution initié par le président Denis Sassou-Nguesso (qui doit permettre notamment à ce dernier de briguer un troisième mandat consécutif), tandis que son frère Guy Brice Parfait Kolélas, alors ministre de la Fonction publique et de la Réforme de l'État, s'oppose à ce projet. Alors que son frère est limogé du gouvernement en août 2015, Euloge Landry Kolélas y fait quant à lui son entrée en remplaçant Claudine Munari, elle aussi limogée, au ministère du Commerce et des approvisionnements. La passation de pouvoir se déroule le 20 août 2015. Les divergences d'opinions entre les deux frères ainsi que cette nomination créent une crise interne au sein du MCDDI, parti dirigé par Guy Brice Parfait Kolélas et dont Euloge Landry Kolélas est le secrétaire général adjoint. 
En octobre 2015, Euloge Landry Kolélas devient finalement président du MCDDI. Il incite les militants à voter « oui » à la nouvelle constitution et appelle à l'unité. Cependant, alors que Guy Brice Parfait Kolélas se présente à l'élection présidentielle de mars 2016 sous les couleurs du MCDDI face à Denis Sassou-Nguesso, Euloge Landry Kolélas appelle les militants du parti à voter pour le président sortant, qu'il considère comme « le candidat du MCDDI », plutôt que pour son propre frère. Il déclare notamment le 14 mars 2016 : « Bernard Kolélas ne nous a pas laissés à l’opposition mais plutôt à la majorité présidentielle. Nous devons respecter ses dernières volontés ».
À la suite de la réélection de Denis Sassou-Nguesso, Euloge Landry Kolélas est reconduit à son poste de ministre le 30 avril 2016 dans le gouvernement Mouamba I. Son portefeuille change cependant de nom pour l'occasion, et il devient ministre du Commerce extérieur et de la Consommation.
Lors des élections législatives de 2017, il se porte à nouveau candidat dans la 1re circonscription de Makélékélé, mais est battu dès le premier tour par un candidat indépendant issu du parti de Guy Brice Parfait Kolélas. Lors du remaniement du 22 août 2017, il n'est pas reconduit dans le gouvernement, mais est nommé haut-commissaire à la réinsertion des ex-combattants, en remplacement de Norbert Dabira.